# Pseudotyrannochthonius tasmanicus
Pseudotyrannochthonius tasmanicus är en spindeldjursart som beskrevs av Dartnall 1970. Pseudotyrannochthonius tasmanicus ingår i släktet Pseudotyrannochthonius och familjen käkklokrypare. Inga underarter finns listade i Catalogue of Life.